# Maria Zintz
Maria Zintz (* 1940er Jahre) ist eine rumänische Kunsthistorikerin, Kuratorin, Kunstkritikerin und Hochschullehrerin.

## Leben
Nach dem Abschluss der Geschichts- und Philosophiefakultät mit Spezialisierung in Kunstgeschichte an der Babeș-Bolyai-Universität Cluj, wurde sie Kuratorin am Johann Hunyadi-Museum in Timișoara, dann am Brukenthal-Museum in Hermannstadt und anschließend am Muzeul Țării Crișurilor in Großwardein, wo sie seit über 30 Jahren arbeitet.
Sie hat über 160 Einzelausstellungen organisiert, über 40 Kataloge geschrieben und kann über 300 kunstkritische Veröffentlichungen in der Presse vorweisen. Seit 1998 ist Maria Zintz Mitglied im Bereich Kunstkritik in der Vereinigung Bildender Künstler aus Rumänien (Uniunea Artistilor Plastici din Romania).
Von 1999 bis heute lehrt sie an der Fakultät für Bildende Künste an der Universität Oradea.

## Veröffentlichungen (Auswahl)
- Artiști plastici la Oradea 1850–1950. Verlag Muzeul Ţării Crișurilor, 2009, ISBN 978-973-7621-15-3.
- Artiștii plastici din nordul Transilvaniei victime ale holocaustului. Verlag Editura Arca, 2007, ISBN 978-973-1881-00-3.
- Zugravi din Țara Făgărasului. Verlag der Universität Oradea, 2002.
- Cvartet de pictori. Verlag der Zeitschrift Familia, 2002.
- Ioan Kristófi. Verlag Muzeul Ţării Crișurilor, 1996.
- Lumină și spirit. Verlag Muzeul Ţării Crișurilor, 1992.
- Lumină, apă, culoare. Verlag der Vereinigung Bildender Künstler aus Rumänien, 1991.

| Personendaten    | Personendaten                                                                  |
| ---------------- | ------------------------------------------------------------------------------ |
| NAME             | Zintz, Maria                                                                   |
| KURZBESCHREIBUNG | rumänische Kunsthistorikerin, Kuratorin, Kunstkritikerin und Hochschullehrerin |
| GEBURTSDATUM     | zwischen 1940 und 1949                                                         |